# پیتامپور
پیتامپور (به انگلیسی: Pithampur) یک منطقهٔ مسکونی در هند است که در بخش دهار (هند) واقع شده است. پیتامپور ۲۰۰ کیلومتر مربع مساحت و ۱٬۲۶٬۰۹۹ نفر جمعیت دارد.